# Melanopleurus perplexus
Melanopleurus perplexus är en insektsart som beskrevs av Samuel Hubbard Scudder 1981. Melanopleurus perplexus ingår i släktet Melanopleurus och familjen fröskinnbaggar. Inga underarter finns listade i Catalogue of Life.